# Eduardo Arolas
Eduardo Arolas foi um bandoneonista, regente e compositor de Tango.
Nasceu com o nome de Lorenzo Arola em 22 de fevereiro de 1892 em Buenos Aires e faleceu em 29 de setembro de 1924 em Paris, França.
Era conhecido como El tigre del bandoneón (O tigre de bandoneão).
Começou na música tocando guitarra, mas sua passagem ao bandoneão foi a pedra fundamental de seu nascimento como a lenda do tango. Apesar de morrer com somente 32 anos, Arolas é considerado um dos grandes autores do tango, com criações de uma grande modernidade para a época. Suas primeiras composições foram de ouvido, e Francisco Canaro as transcrevia para uma pauta.
Em 1913 Roberto Firpo o contratou para tocar o bandoneão junto à sua orquestra na famosa casa de espetáculos Armenonville. 
Em 1916 decide exiliar-se em Montevidéu por um problema amoroso, já que sua mulher o traiu com seu irmão maior. Se tornou alcoólico e fixou-se em Paris, onde finalmente morreu no hospital municipal.

## Tangos
- Derecho viejo
- Marrón glacé
- Comme il faut
- El Marne